# Foreign Intrigue
Foreign Intrigue var en amerikansk TV-serie från 1951 med premiär 18 oktober, som spelades in i Sverige. I rollerna syntes bland andra Jerome Thor, Gerald Mohr, James Daly och ett antal svenska skådespelare. 

## Om serien
Serien spelades in i Stockholm för amerikansk TV och flera svenska skådespelare så som Gaby Stenberg, Hasse Ekman, Ulf Palme och Hampe Faustman medverkade. 1954-55 spelade Gerald Mohr huvudrollen som Christopher Storm i 41 avsnitt. 
Europafilms medgrundare Per Scheutz flyttade (cirka 1950) till Florida och fick där upp ögonen för television, blev bekant med producenten Sheldon Reynolds och övertalade denna att förlägga produktionen till Stockholm, vars gator fick föreställa Wien, Prag eller Warszawa. Redan 1952 förlorade Europafilm affären, som övergick till Svensk Filmindustri och Filmstaden Råsunda, där inspelningen fortsatte till 1954 med totalt 135 avsnitt om 25 minuter. I protest mot den höga nöjesskatten på biografbiljetter hade Föreningen Sveriges Filmproducenter inlett ett "filmstopp" och tv-produktionen gav välkommen sysselsättning och inkomst, samt nya erfarenheter åt svenska skådespelare och kameramän. Tredje säsongen (1954) spelades in i Paris och den fjärde (1955) i Wien.
1956 gjorde Sheldon Reynolds en film med samma namn, som på svenska fick titeln Den dödes skugga, dessa har dock inget gemensamt förutom namnet. Men även filmen spelades delvis in i Filmstaden Råsunda och en del svenska skådespelare medverkade.

## Rollista i urval
- Jerome Thor - Robert Cannon (1951-1953)
- Gerald Mohr - Christopher Storm (1954-1955)
- James Daly - Michael Powers (1953-1955)
- John Padovano - Tony Forrest (1951-1955)
- Sydna Scott - Helen Davis (1951-1953)
- Gilbert Robin - Dodo (1953-1955)
- John Stark - Starky (1954-1955)
- Keve Hjelm - En man (8 avsnitt, 1953-1955)
- Lauritz Falk - Boumann (7 avsnitt, 1952-1955)
- Erik Strandmark - Damon (7 avsnitt, 1951-1955)
- Henrik Schildt - Kommissarie (7 avsnitt, 1952-1955)
- Inga Landgré - Anna Chopak (7 avsnitt, 1953-1955)
- Ingrid Thulin - Crystal (7 avsnitt, 1954-1955)
- Eva Dahlbeck - Barbara Vale (6 avsnitt, 1953-1955)
- Stig Järrel - Felix (6 avsnitt, 1951-1955)
- Frank Sundström - Bremen (6 avsnitt, 1951-1955)
- Gunnel Broström - Eva (5 avsnitt, 1952-1954)
- Alf Kjellin - Burt (5 avsnitt, 1954-1955)
- Torsten Lilliecrona - Mansell (4 avsnitt, 1951-1954)
- Gösta Prüzelius - Hallåa (4 avsnitt, 1952-1954)
- Stig Olin - Belzer (4 avsnitt, 1952-1953)
- Ulf Palme - Bartel (3 avsnitt, 1951-1955)
- Sven-Eric Gamble - Jan Cullough (3 avsnitt, 1954-1955)
- Birger Malmsten - Lauritz (3 avsnitt, 1954-1955)
- Jan Molander - Ballard (3 avsnitt, 1952-1953)
- Ann-Marie Gyllenspetz - Brita (3 avsnitt, 1954)
- Håkan Westergren - Kommissarie (3 avsnitt, 1951-1955)
- Leif Amble-Næss - Kempi (3 avsnitt, 1953-1954)
- Georg Løkkeberg - Dorstein (3 avsnitt, 1953)
- Margareta Fahlén - Gerda Martinez (2 avsnitt, 1953-1954)
- Willy Peters - Arthur (2 avsnitt, 1952-1953)
- Lars Egge - Bartender (2 avsnitt, 1951-1954)
- Åke Ohberg - Mördare (2 avsnitt, 1952-1954)
- Holger Löwenadler - Essen (2 avsnitt, 1952-1953)
- Fylgia Zadig - Dora (2 avsnitt, 1952-1953)
- Erik Berglund -  Scholten (2 avsnitt, 1952)
- Hampe Faustman - Karzag (2 avsnitt, 1952)
- Hasse Ekman - Eridatti (2 avsnitt, 1953-1955)
- Maj-Britt Nilsson - Nanette Colbert (2 avsnitt, 1953-1954)
- Gunnar Sjöberg - Drexel (2 avsnitt, 1953-1954)
- Barbro Hiort af Ornäs - Blondin (2 avsnitt, 1954-1955)
- Ingemar Pallin - Harold Kirkner (2 avsnitt, 1954-1955)
- Signe Hasso - Mrs. Lombardo (2 avsnitt, 1954)
- Gunvor Pontén - Miss Steiner (2 avsnitt, 1955)
- Georg Rydeberg - Butler (2 avsnitt, 1955)
- Margaretha Krook - Nora Phipps (1 avsnitt, 1955)
- Kai Gullmar - Kvinna (1 avsnitt, 1951)
- Torsten Winge - Monsieur Claire (1 avsnitt, 1951)
- Cécile Ossbahr - Flicka (1 avsnitt, 1951)
- Harriet Andersson - Flicka (1 avsnitt, 1952)
- Ragnar Arvedson - Kulenberg (1 avsnitt, 1952)
- Rune Carlsten - Ferenc (1 avsnitt, 1952)
- Sven Lindberg - Tourraine (1 avsnitt, 1952)
- Olof Widgren - Man (1 avsnitt, 1952)
- Elisaveta - ?? (1 avsnitt, 1954)
- Uno Henning -  Bedragare (1 avsnitt, 1954)
- Curt Masreliez -  Pepe (1 avsnitt, 1954)
- Isa Quensel - Fru Bartok (1 avsnitt, 1954)
- Folke Sundquist - Tendler (1 avsnitt, 1954)
- Sonja Wigert - Elsa (1 avsnitt, 1954)
- Renée Björling - Fru Schiller (1 avsnitt, 1955)
- Arne Källerud - Nestor (1 avsnitt, 1955)
- Egon Larsson - Saloonföreståndare (1 avsnitt, 1955)
- Ulla Sjöblom - Grete (1 avsnitt, 1955)
- Gaby Stenberg - Shana (1 avsnitt, 1955)
- Sonja Stjernquist - Flickan (1 avsnitt, 1955)